# Кребса (льодовик)
Льодовик Кребса - льодовик, який рухається на захід у верхню частину затоки Шарлотта на західному узбережжі Землі Ґреяма, Антарктида. Він був нанесений на карту Бельгійською антарктичною експедицією під керівництвом Адрієна де Жерлаша у 1897–1899 рр. Льодовик названий Комітетом антарктичних топонімів Великої Британії в 1960 році на честь Артура Костянтина Кребса, який разом із Шарль Ренар побудував і керував першим дирижаблем, здатним до стабільного контрольованого польоту у 1884 р.

## Подальше читання
- Геологічна служба США, берегова та гляціологічна карта району півострова Трініті та Південних Шетландських островів, С. 28

## зовнішні посилання
- Льодовик Кребса на сайті USGS
- Льодовик Кребса на сайті SCAR
- Льодовик Кребса на веб-сайті морських регіонів